# 貝廷

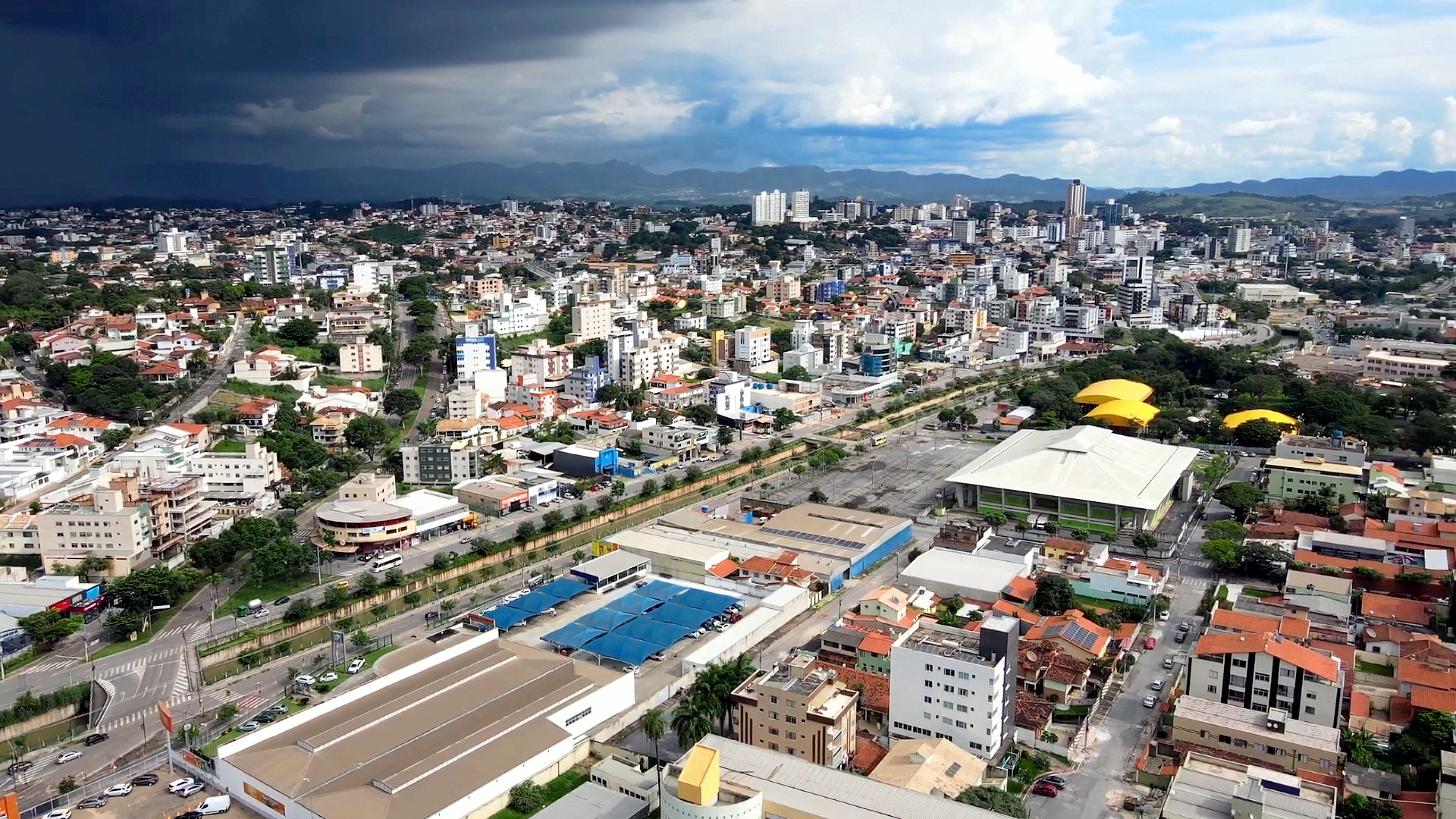
貝廷

貝廷是巴西的城市，位於該國東南部，距離里約熱內盧461公里，由米納斯吉拉斯州負責管轄，始建於1938年12月17日，面積345平方公里，海拔高度860米，受熱帶氣候影響，2006年人口407,003。